# Korpskalltjärnen
Korpskalltjärnen är en sjö i Vilhelmina kommun i Lappland och ingår i Ångermanälvens huvudavrinningsområde. Sjön har en area på 0,107 kvadratkilometer och ligger 863,6 meter över havet. Korpskalltjärnen ligger i Södra Gardfjället Natura 2000-område.

## Delavrinningsområde
Korpskalltjärnen ingår i det delavrinningsområde (725346-149246) som SMHI kallar för Utloppet av Korpskalltjärnen. Medelhöjden är 919 meter över havet och ytan är 0,87 kvadratkilometer. Det finns inga avrinningsområden uppströms utan avrinningsområdet är högsta punkten. Vattendraget som avvattnar avrinningsområdet har biflödesordning 5, vilket innebär att vattnet flödar genom totalt 5 vattendrag innan det når havet efter 423 kilometer. Avrinningsområdet består mestadels av kalfjäll (88 procent). Avrinningsområdet har 0,1 kvadratkilometer vattenytor vilket ger det en sjöprocent på 11,5 procent.